# Jaume Ribas Prats
Jaume Ribas Prats (Sant Josep de sa Talaia, 19 de març de 1947) és un mestre, polític i escriptor eivissenc.

## Trajectòria
Estudià magisteri a Palma, filologia anglesa a la Universitat de Barcelona i a Cambridge (Anglaterra), i didàctica a la Universitat de les Illes Balears. Ha treballat de mestre a Palma, Sant Jordi de ses Salines, Cas Serres i Sant Agustí des Vedrà, on ha aplicat els mètodes de Célestin Freinet. També participà en la fundació del Sindicat de Treballadors de l'Ensenyament de les Illes Balears (STEI). Alhora participà en la Mesa Democràtica, en la Junta Democràtica d'Eivissa, en la Trobada de Plataformes Antifranquistes dels Països Catalans al monestir de Cura (Algaida), i en reunions de la Platajunta a Madrid. Fou un dels fundadors del Partit Socialista Popular i principal dirigent a Eivissa fins que es va integrar en el PSOE el 1978.
Fou l'impulsor i després Secretari General de la Unió Socialista Pitiüsa-PSOE fins a 1983. Conseller de Medi Ambient al Consell Insular d'Eivissa i Formentera de 1979 a 1983, va crear els Parcs Insulars de Bombers i va promoure nombroses iniciatives per a defensar el territori de l'especulació urbanística. Elegit diputat a les eleccions generals espanyoles de 1982 va defensar la unitat de la llengua catalana durant la discussió de l'Estatut d'Autonomia de les Illes Balears.
Retirat de la política va iniciar un currículum literari en el que ha destacat com a poeta: Àmbit Tancat, La llar silent i narrador. La seva novel·la El casal esquerra Va obtenir el premi Ciutat d'Eivissa de narrativa de 2010.

## Obres
- Quart Creixent (2001)
- Àmbit tancat (2002)
- Delit i dol d'amor (2005)
- La llar silent (2007)
- Passat festes i altres contes (2007)
- El casal esquerra (2010)
- Vora el camí
- Indrets i paisatges